# کسلوانیا: اربابان سایه
کسلوانیا: اربابان سایه (به انگلیسی: Castlevania: Lords of Shadow) یک بازی ویدئویی در سبک اکشن ماجراجویی در مجموعه بازی‌های کسلوانیا محسوب می‌شود که بازشروع این مجموعه است. این بازی توسط مرکوری استیم و کوجیما پروداکشنز ساخته شده و کونامی نیز آن را در سال ۲۰۱۰ برای کنسول پلی‌استیشن ۳ و اکس‌باکس ۳۶۰ منتشر کرده‌است. نسخه مایکروسافت ویندوز این بازی نیز در تاریخ ۲۷ اوت ۲۰۱۳ در دسترس قرار گرفت. هیدئو کوجیما خالق سری متال گیر در تهیه این بازی نقش داشته‌است. دو دنباله مرتبط با اربابان سایه نیز با عنوان‌های کسلوانیا: اربابان سایه ۲ و کسلوانیا: اربابان سایه - آینه سرنوشت ساخته و عرضه شده‌اند.